# Болшой Черемшан
Болшой Черемшан (на руски: Большой Черемшан; на татарски: Олы Чирмешән) е река в Самарска област, Република Татарстан и Уляновска област на Русия, ляв приток на Волга. Дължина 336 km, от които 160 km в Татарстан. Площ на водосборния басейн 11 500 km².

## Извор, течение, устие
Река Болшой Черемшан води началото си от северната част на Бугулминско-Белебеевското възвишение, на 242 m н.в., на 8 km северно от село Клявлино, в крайната североизточна част на Самарска област. В горното си течение има североизточна посока. След село Аксаково (Самарска област) на протежение около 30 km служи за граница между Самарска област и Република Татарстан, след което изцяло навлиза на територията на републиката. След село Черемшан завива на югозапад и отново на протежение около 30 km е гранична река между двата субекта на Русия и при село Красная Багана отново се завръща в Самарска област. След село Сиделкино завива на запад и при село Старо Аделяково за втори път навлиза на територията на Татарстан. След село Черное Озеро завива на югозапад, на протежение около 16 km за трети път преминава през Самарска област и пресича нейния краен северозападен ъгъл. Преди село Новочеремшанск навлиза в Уляновска област, като до устието си тече в югозападна посока. В миналото се е вливала отляво в река Волга, при нейния 1551 km, а сега в Черемшанския залив на Куйбишевското водохранилище, на 46 m н.в., в чертите на град Димитровград, в източната част на Уляновска област.

## Водосборен басейн, притоци
Водосборният басейн на Болшой Черемшан обхваща площ от 11 500 km², което представлява 0,85% от водосборния басейн на Волга. На североизток, север и северозапад водосборният басейн на Болшой Черемшан граничи с водосборните басейни на реките Зай и Шешма (леви притоци на Кама) и други по-малки реки леви притоци на Кама и Волга, а на юг – с водосборните басейни на река Сок и други по-малки леви притоци на Волга. Основни пиртоци: леви – Кармала (66 km), Болшой Аврал (163 km); десни – Болшая Сулча (120 km), Малък Черемшан (192 km).

## Хидроложки показатели
Болшой Черемшан има смесено подхранване с преобладаване на снежното (60 – 70%) с ясно изразено пролетно пълноводие. Среден годишен отток в устието 36,1 m³/s.

## Селища
По течението на са разположени множество населени места, в т.ч. районният център село Черемшан в Република Татарстан, а в устието ѝ – град Димитровград в Уляновска област.